# Ралли Германии

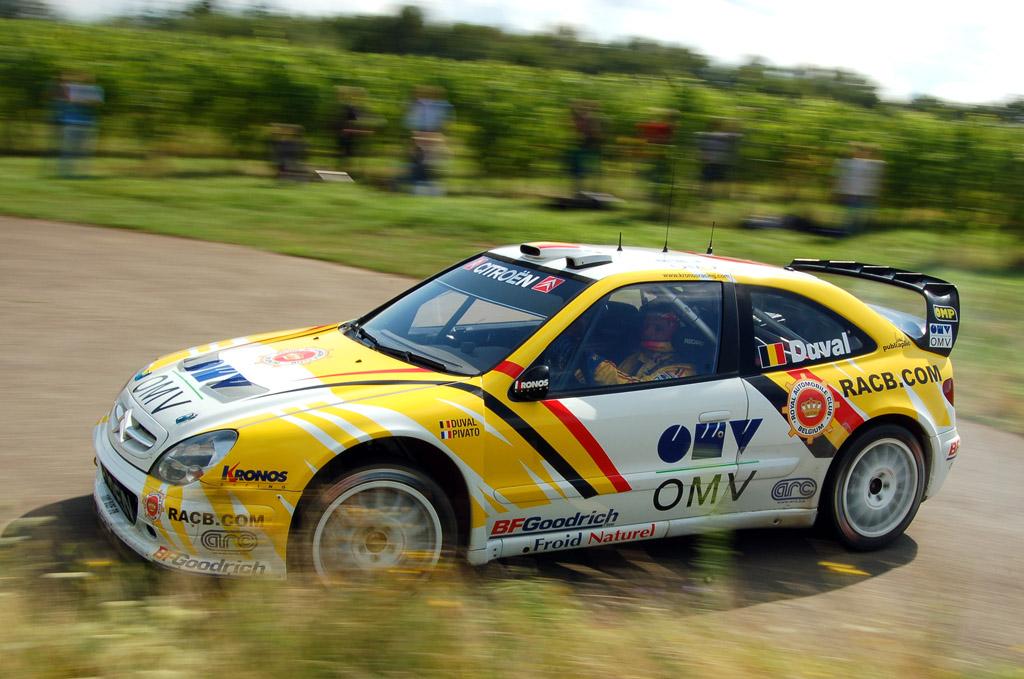
Франсуа Дюваль (2007)

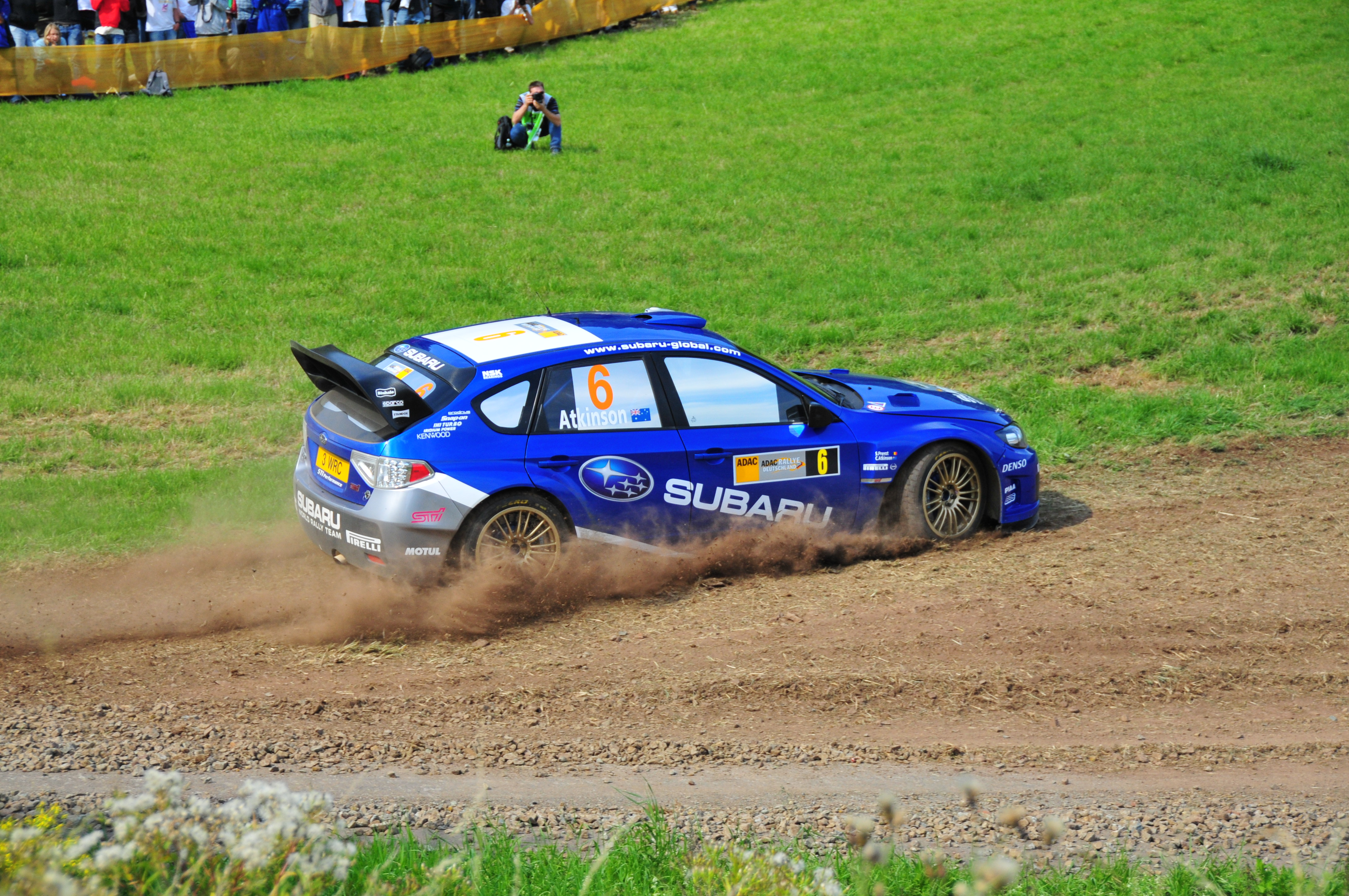
Крис Эткинсон (2008)

Ралли Германии (нем. Rallye Deutschland) — раллийная гонка, проходящая на территории Германии с 1982 года. Входит в календарь чемпионата мира с 2002 года. Ранее проходила в рамках чемпионата Европы и чемпионата Германии. Первоначально проводилась вблизи Франкфурта, с 2000 года была перенесена в район Трира. Себастьен Лёб со своими девятью победами является самым титулованным гонщиком в истории Ралли Германии, из немцев больше всего побед на счету Дитера Деппинга.

## История
Впервые Ралли Германии было проведено в 1982 году в окрестностях Франкфурта-на-Майне. Первым победителям стал немецкий гонщик Эрвин Вебер на Opel Ascona 400. За ним последовал Вальтер Рёрль на Lancia Rally 037. Мишель Мутон была первой и пока единственной женщиной, выигравшей германский этап в 1986 году.
Ранее являвшееся частью чемпионата Европы и чемпионата Германии по ралли, соревнование было включено в календарь чемпионата мира начиная с 2002 года. Пресс-центр и штаб ралли были размещены в Трире. Церемонии старта и финиша также прошли в Трире перед воротами Порта-Нигра, около которых участники проезжали мимо зрителей. Между тем, сервисный парк располагался примерно в 60 км к юго-востоку на берегу озера Босталзи.
Ралли началось с шейкдауна рядом с сервисным парком в четверг утром. Пятничные спецучастки располагались к северо-востоку от Трира вокруг Мозеля посреди виноградников. В субботу СУ проходили на военных полигонах Баумхолдера и вокруг них, в том числе знаменитый спецучасток Panzerplatte. Завершался день зрительским спецучастком в городке Санкт-Вендель. В третий день допы располагались в районе Санкт-Венделя, после чего следовал второй проезд через зрительский спецучасток. Данный маршрут подвергся критике со стороны болельщиков, команд и FIA, многие жаловались на большие расстояния между спецучастками. Также и городские власти Трира были заинтересованы в том, чтобы город был задействован в большей степени.
В 2007 году сервисный парк вместе с пресс-центром переехал на территорию конференц-центра Трира, который располагал более совершенной инфраструктурой и до него было легче добраться. Зрители могли припарковаться на близлежащих улицах или воспользоваться услугами трансфера, обслуживающими большие парковки по всему Триру. Шейкдаун был перенесен на границу с Люксембургом, а спецучастки были полностью переделаны и по большей части были сконцентрированы в районе виноградников недалеко от Трира. Как и раньше, пятница состояла из СУ к северо-востоку от Трира. Во второй день теперь объединены допы на военных полигонах Баумхолдера с укороченной версией Panzerplatte, а также некоторые из предыдущих участков рядом с Санкт-Венделем. В воскресенье экипажи возвратились обратно в виноградники, а завершался этап в Трире на недавно созданном зрительском спецучастке Circus Maximus (короткий доп протяженностью 4,37 км через центр Трира вокруг Порта-Нигра). На этот раз организация Ралли вызвала множество положительных отзывов и привела в дальнейшем к росту зрительского интереса: так, в 2007 году общая посещаемость за три дня составила 200 тысяч человек.
Ралли Германии целиком проходит на асфальтовом покрытии . Спецучастки в виноградниках состоят из узких и извилистых дорог, на которых  короткие быстрые участки чередуются с крутыми ответвлениями и резкими поворотами на склонах, окружающих Мозель. Зрителям, сидящим на невысоких стенах, особенно нравилась хорошая видимость происходящих событий. Однако это вызвало серьезные опасения у ФИА в отношении безопасности. В 2008 году последний пятничный доп был отменен из-за того, что слишком много поклонников пытались прорваться через виноградники. Дороги на военном полигоне сделаны из грубого бетона и окружены опасными камнями размером до метра. На этой местности небольшие ошибки при пилотировании практически всегда приводят к серьезным повреждениям как автомобиля, так и гонщика. Наконец, асфальтовые дороги в сельской местности вокруг Санкт-Венделя - очень быстрые, со скоростными поворотами и ответвлениями на более мелкие дороги. Также Ралли Германии характеризуется непредсказуемой погодой. Короткие, но сильные ливни могут внезапно нахлынуть и значительно усложнить командам выбор шин. 

## Победители

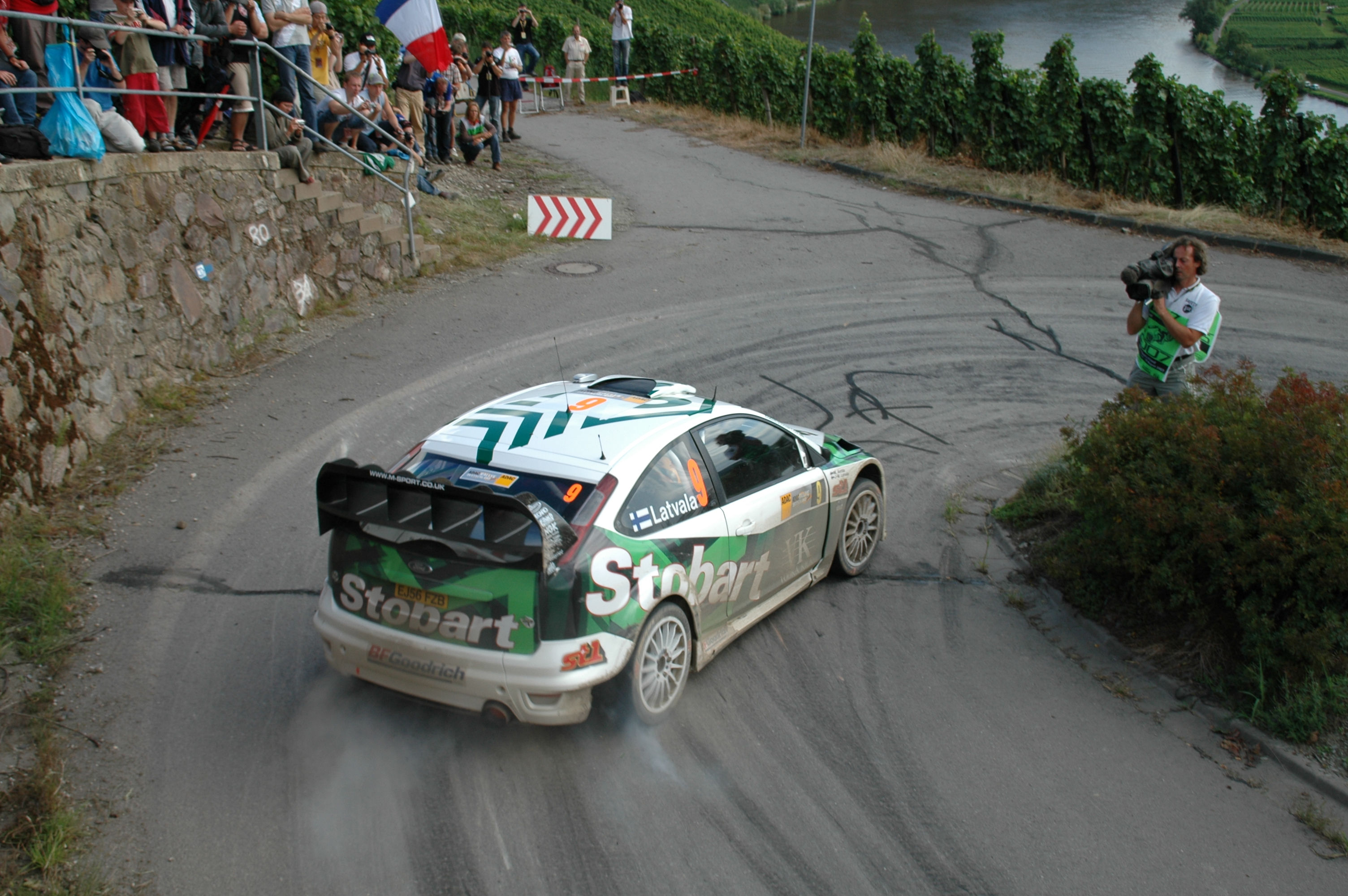
Яри-Матти Латвала (2007)

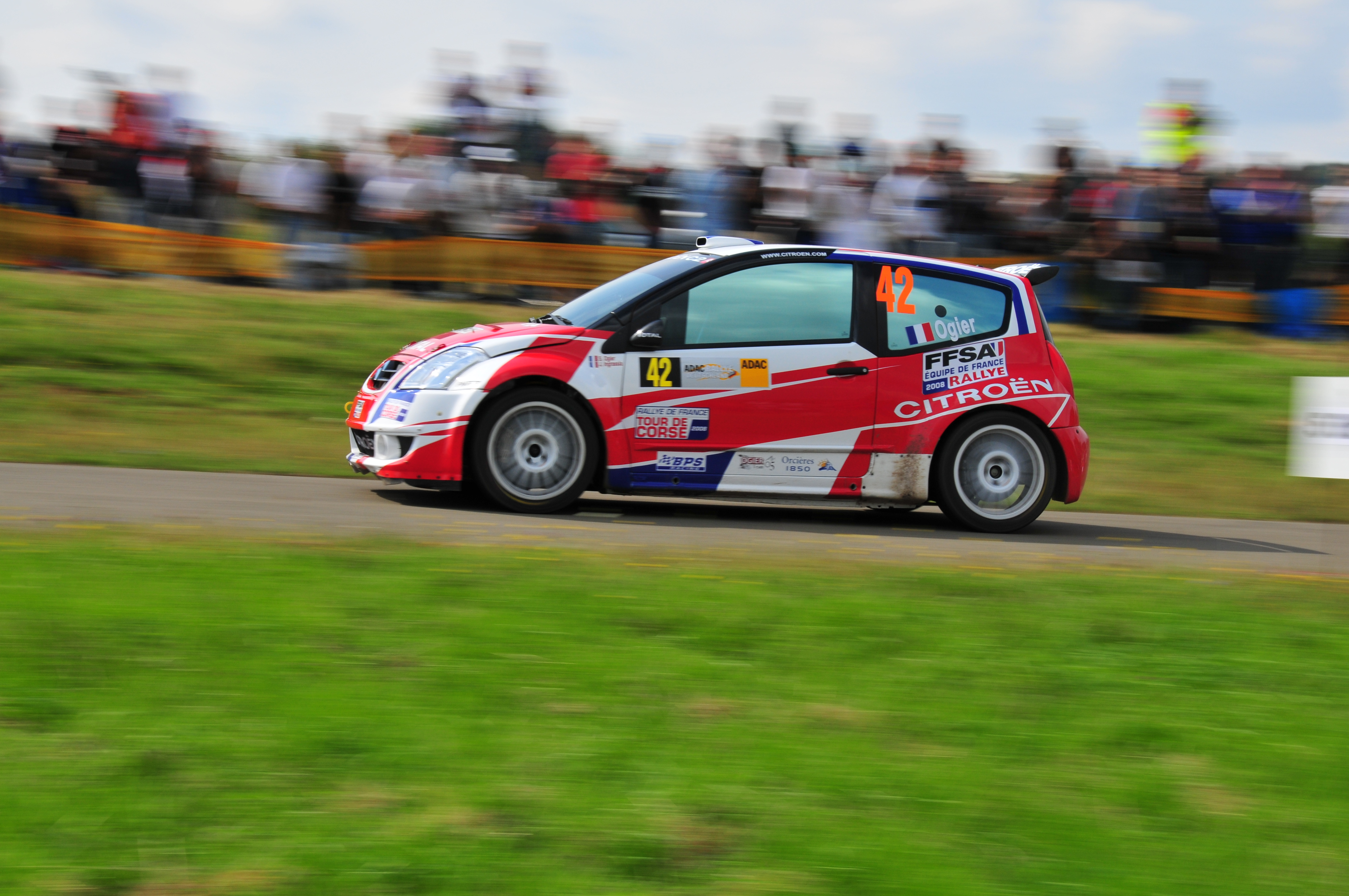
Себастьен Ожье (2008)

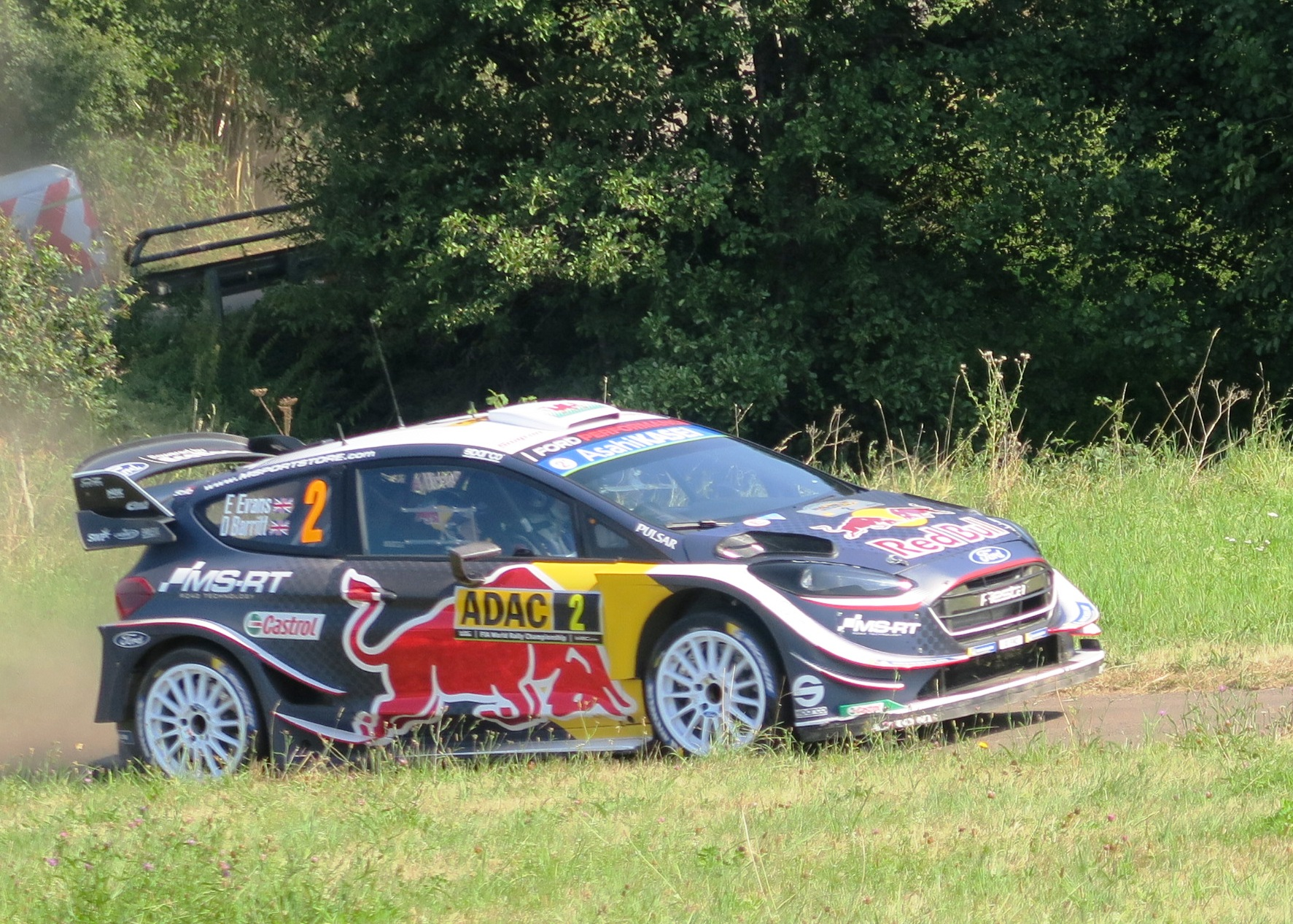
Элфин Эванс (2018)

| Год  | Пилот           | Автомобиль                  |       |
| ---- | --------------- | --------------------------- | ----- |
| 1982 | Эрвин Вебер     | Opel Ascona 400             |       |
| 1983 | Вальтер Рёрль   | Lancia 037 Rally            |       |
| 1984 | Ханну Миккола   | Audi Sport Quattro          |       |
| 1985 | Калле Грундель  | Peugeot 205 Turbo 16        |       |
| 1986 | Мишель Мутон    | Peugeot 205 Turbo 16 E2     |       |
| 1987 | Йохи Клейнт     | Volkswagen Golf GTI         |       |
| 1988 | Роберт Другманс | Ford Sierra RS Cosworth     |       |
| 1989 | Патрик Сниджерс | Toyota Celica GT-Four ST165 |       |
| 1990 | Роберт Другманс | Lancia Delta Integrale      |       |
| 1991 | Пьеро Лиатти    | Lancia Delta Integrale      |       |
| 1992 | Эрвин Вебер     | Mitsubishi Galant VR-4      |       |
| 1993 | Патрик Сниджерс | Ford Escort RS Cosworth     |       |
| 1994 | Дитер Деппинг   | Ford Escort RS Cosworth     |       |
| 1995 | Энрико Бертоне  | Toyota Celica GT-Four       |       |
| 1996 | Дитер Деппинг   | Ford Escort RS Cosworth     |       |
| 1997 | Дитер Деппинг   | Ford Escort RS Cosworth     |       |
| 1998 | Маттиас Кале    | Toyota Corolla WRC          |       |
| 1999 | Армин Кремер    | Subaru Impreza WRC          |       |
| 2000 | Хенрик Лундгард | Toyota Corolla WRC          |       |
| 2001 | Филипп Бугалски | Citroën Xsara WRC           |       |
| 2002 | Себастьен Лёб   | Citroën Xsara WRC           |       |
| 2003 | Себастьен Лёб   | Citroën Xsara WRC           |       |
| 2004 | Себастьен Лёб   | Citroën Xsara WRC           |       |
| 2005 | Себастьен Лёб   | Citroën Xsara WRC           |       |
| 2006 | Себастьен Лёб   | Citroën Xsara WRC           |       |
| 2007 | Себастьен Лёб   | Citroën C4 WRC              |       |
| 2008 | Себастьен Лёб   | Citroën C4 WRC              |       |
| 2010 | Себастьен Лёб   | Citroën C4 WRC              |       |
| 2011 | Себастьен Ожье  | Citroën DS3 WRC             |       |
| 2012 | Себастьен Лёб   | Citroën DS3 WRC             |       |
| 2013 | Дани Сордо      | Citroën DS3 WRC             | Отчёт |
| 2014 | Тьерри Невилль  | Hyundai i20 WRC             | Отчёт |
| 2015 | Себастьен Ожье  | Volkswagen Polo R WRC       | Отчёт |
| 2016 | Себастьен Ожье  | Volkswagen Polo R WRC       | Отчёт |
| 2017 | Отт Тянак       | Ford Fiesta WRC             | Отчёт |
| 2018 | Отт Тянак       | Toyota Yaris WRC            | Отчёт |
| 2019 | Отт Тянак       | Toyota Yaris WRC            | Отчёт |

### Многократные победители
| Победы | Пилот           |
| ------ | --------------- |
| 9      | Себастьен Лёб   |
| 3      | Себастьен Ожье  |
| 3      | Дитер Деппинг   |
| 3      | Отт Тянак       |
| 2      | Эрвин Вебер     |
| 2      | Роберт Другманс |
| 2      | Патрик Сниджерс |

### Многократные призёры (только чемпионат мира)
| Подиумы | Пилот          | Годы |
| ------- | -------------- | ---- |
| 10      | Себастьен Лёб  |      |
| 7       | Дани Сордо     |      |
| 5       | Себастьен Ожье |      |